# Lisa Scheenaard
Lisa Scheenaard (* 5. September 1988 in Weert) ist eine niederländische Ruderin. 2019 gewann sie Weltmeisterschaftsbronze und 2021 Olympiabronze im Doppelzweier.

## Sportliche Karriere
Die 1,79 m große Lisa Scheenaard begann erst 2008 mit dem Rudersport. Ihre erste internationale Medaille gewann sie bei den Europameisterschaften 2013 in Sevilla. Dort siegte der deutsche Doppelvierer vor den Niederländerinnen Wianka van Dorp, Sophie Souwer, Lisa Scheenaard und Nicole Beukers. Bei den Weltmeisterschaften in Chungju belegten Scheenaard, Chantal Achterberg, Souwer und Beukers mit fast drei Sekunden Rückstand auf die drittplatzierten Polinnen den vierten Platz. 2014 wechselte Lisa Scheenaard in den Achter und belegte den vierten Platz bei den Europameisterschaften. Bei den Weltmeisterschaften in Amsterdam ruderte sie im Einer und belegte den zwölften Platz. 2015 belegte Scheenaard den siebten Platz im Einer bei den Europameisterschaften und den 15. Platz im Einer bei den Weltmeisterschaften. 2016 belegten Lisa Scheenaard und Marloes Oldenburg den sechsten Platz im Doppelzweier bei den Europameisterschaften in Brandenburg an der Havel. Bei der letzten Qualifikationsregatta für die Olympischen Spiele in Rio de Janeiro konnten sich noch zwei Doppelzweier das Startrecht sichern, Scheenaard und Oldenburg belegten den fünften Platz.
2017 bei den Europameisterschaften in Račice u Štětí siegte der tschechische Doppelzweier vor Scheenaard und Oldenburg. Bei den Weltmeisterschaften in Sarasota erreichte Lisa Scheenaard das Finale im Einer und belegte den fünften Platz. 2018 ruderte Lisa Scheenaard im Doppelzweier mit Roos de Jong. Die beiden gewannen bei den Europameisterschaften in Glasgow mit 0,3 Sekunden Rückstand Silber hinter den Französinnen. Bei den Weltmeisterschaften 2018 belegten die beiden Niederländerinnen den fünften Platz. 2019 trat Scheenaard bei den Europameisterschaften im Einer an und belegte den sechsten Platz. Drei Monate später bei den Weltmeisterschaften in Linz/Ottensheim traten Scheenard und de Jong im Doppelzweier an und gewannen die Bronzemedaille hinter den Neuseeländerinnen und den Rumäninnen. Bei den Europameisterschaften 2020 ging sie erneut mit Roos de Jong im Doppelzweier an den Start und die gewannen die Silbermedaille hinter den Rumäninnen. Nach einem vierten Platz bei den Europameisterschaften 2021 in Varese gewannen die Niederländerinnen bei den Olympischen Spielen in Tokio ihr Halbfinale und ruderten im Finale auf den dritten Platz hinter den Booten aus Rumänien und aus Neuseeland.
Bei den Europameisterschaften 2023 in Bled gewann der niederländische Doppelvierer mit Martine Veldhuis, Lisa Scheenaard, Ilse Kolkman und Tessa Dullemans die Silbermedaille hinter der ukrainischen Crew. 2024 bildeten Veldhuis und Scheenaard den niederländischen Doppelzweier. Bei den Olympischen Spielen in Paris wurden die beiden Vierte mit einer Sekunde Rückstand auf die Drittplatzierten.